# Steraspis schultzei
Steraspis schultzei es una especie de escarabajo joya del género Steraspis, orden Coleoptera. Fue descrita por Kerremans en 1908.

## Descripción
Esternitos presentan una tonalidad verde. Placa proesternal curvada en el centro.

## Distribución
Se distribuye por África en Chad y República Centroafricana.